# ليوبه
ليوبه (بالروسية: Любэ) هي فرقة غنائية سوفيتية روسية. تأسست في 15 يناير 1989 على يد المنتج إيجور ماتفينكو. والمغني الرئيسي للفرقة هو نيكولاي راستورجويف الحائز على جائزة فنان الشعب المقدمة من الدولة. تؤدي الفرقة أغان شعبية روسية وأغان عسكرية تعود للعهد السوفيتي. اسم الفرقة مأخوذ من اسم مدينة ليوبارتسي.

## روابط خارجية
- ليوبه على موقع ميوزك برينز (الإنجليزية)
- ليوبه على موقع ديسكوغز (الإنجليزية)